# De Danske Forsvarsbrødre for Fredericia og Omegn
De Danske Forsvarsbrødre for Fredericia og Omegn (DFB) er en historisk forening under De samvirkende danske Forsvarsbroderselskaber, som formidler kendskabet til Frederiksoddes og Fredericias historie.
De Danske Forsvarsbrødre er direkte efterkommere af De danske Vaabenbrødre, som var veteraner fra de slesvigske krige, 1848-1850 og 1864. Våbenbrødrene var en sluttet kreds, hvor medlemskabet var betinget af soldatertjeneste under de slesvigske krige.
Formålet med broderskabet var til dels at vedligeholde det gode kammeratskab fra årene under krigene samt yde støtte til syge og ofte invaliderede brødre og disses eventuelt trængende familiemedlemmer.
Det stod klart, at tilgangen til broderskabet på et tidspunkt ville stoppe, med foreningens ophør til følge.
Der var stadig interesse for at føre de gode formål videre og omkring århundredeskiftet blev der åbnet for almen tilgang til broderskabet.

## Ekstern henvisning og kilde
- Forsvarsbrødrenes hjemmeside Arkiveret 26. september 2010 hos  Wayback Machine